# آبراهام سیلبرشاتز
آبراهام سیلبرشاتز (انگلیسی: Abraham Silberschatz؛ زادهٔ) دانشمند و محقق رایانه اسرائیلی است. او در سال ۱۹۷۶ با مدرک پی‌اچ‌دی در علوم رایانه از دانشگاه ایالتی نیویورک (SUNY) در استونی بروک فارغ‌التحصیل شد و در سال ۲۰۰۵ استاد علوم رایانه سیدنی جی واینبرگ در دانشگاه ییل آمریکا شد.